# Sanitätsgast
Als Sanitätsgast (San-Gast) werden in den Deutschen Marinen die Mannschaftsdienstgrade des Sanitätsdienstes an Bord von Schiffen bezeichnet. Sanitätsgasten stehen dem Schiffsarzt oder dem Schiffsmedizinischen Assistenten bei der Behandlung und Pflege von kranken und verletzten Soldaten sowie bei der Überwachung der Bordhygiene zur Seite.

## Allgemeines
An Bord eines Marineschiffes wird der Besatzung im Falle einer Erkrankung, eines Unfalls oder einer Verwundung eine medizinische Versorgung zuteil, die im Ergebnis dem fachlichen Standard in Deutschland entsprechen soll. Diese Aufgabe wird im Schiffslazarett von Schiffsarzt, und evtl. Schiffszahnarzt, Schiffsmedizinischen Assistenten (früher: Sanitätsmeister), Schiffsarztgehilfen (früher: Sanitätsmaat) und dem Sanitätsgasten wahrgenommen.

## Deutsche Marine
Der Sanitätsgast muss im gesamten Spektrum des Sanitätsdienstes überdurchschnittliche Leistungen erzielen. Regelhaft ist für seine Tätigkeit die Ausbildung zum Einsatzsanitäter vorgesehen. Aufgrund der langfristigen speziellen Ausbildung sind heute keine Grundwehrdienstleistenden mehr als Sanitätsgast an Bord eingesetzt, sondern ausschließlich freiwillig länger dienstleistende Soldaten (FWDL) oder Zeitsoldaten (SaZ).
Seit 2011 können Schiffsarztgehilfen und Schifffahrtmedizinische Assistenten, im Rahmen der an die Dienstzeit sich anschließenden Berufsförderung, an der Ärztekammer Schleswig-Holstein die Prüfung zum Medizinischen Fachangestellten ablegen.